# Qaf

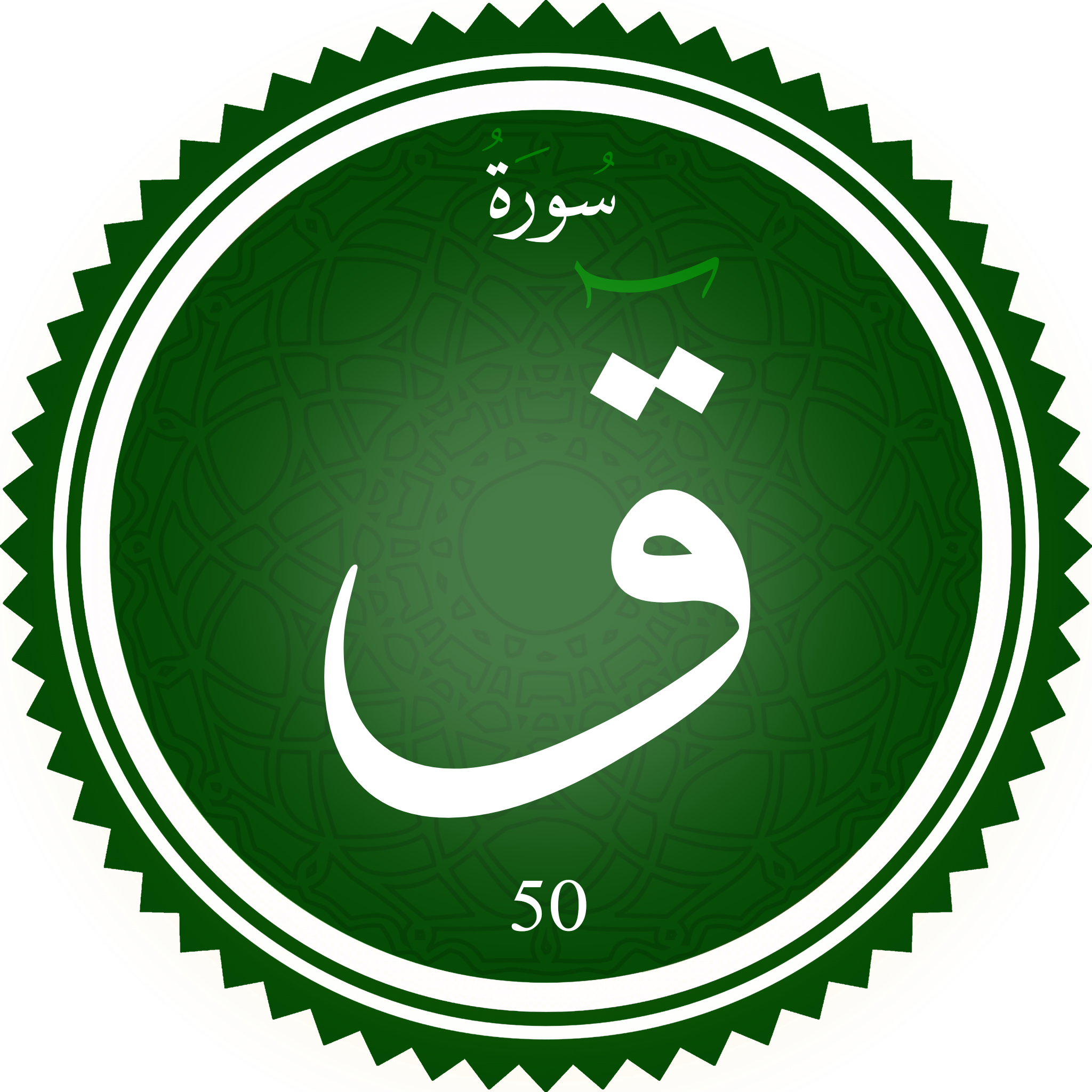
Sura Qaf.

Qāf (arabiska: سورة ق) (bokstaven "Qaf") är den femtionde suran i Koranen med 45 verser (ayah). Den är från Mekka-perioden.